# Neotemnopteryx fulva
Neotemnopteryx fulva är en kackerlacksart som först beskrevs av Henri Saussure 1863.  Neotemnopteryx fulva ingår i släktet Neotemnopteryx och familjen småkackerlackor. Inga underarter finns listade i Catalogue of Life.